# 2003–2004-es magyar női kosárlabda-bajnokság
A 2003–2004-es magyar női kosárlabda-bajnokság a hatvanhetedik magyar női kosárlabda-bajnokság volt. Az A csoportban tíz csapat indult el, a csapatok két kört játszottak. Az alapszakasz után az 1-6. és a 7-10. helyezettek az egymás elleni eredményeiket megtartva újabb két kört játszottak. Ezután a csapatok a középszakaszban kialakult helyezések alapján play-off rendszerben játszottak a végső helyezésekért.
A Soproni Postás csapata megszűnt, viszont a városban Röhnisch-Foton Sopron néven alakult egy új klub, mely a bajai csapat indulási jogát megvéve indulhatott a bajnokságban.

## Alapszakasz
| #   | Csapat                      | M  | Gy | V  | K+   | K-   | P  | Megjegyzés     |
| --- | --------------------------- | -- | -- | -- | ---- | ---- | -- | -------------- |
| 1.  | MiZo-Pécsi VSK              | 18 | 17 | 1  | 1451 | 959  | 35 |                |
| 2.  | Euroleasing-Orsi Sopron     | 18 | 14 | 4  | 1359 | 1130 | 32 |                |
| 3.  | Szolnoki MÁV-Coop           | 18 | 14 | 4  | 1265 | 980  | 32 |                |
| 4.  | Diósgyőri KSK               | 18 | 13 | 5  | 1396 | 1214 | 31 |                |
| 5.  | BSE-ESMA                    | 18 | 9  | 9  | 1266 | 1267 | 27 |                |
| 6.  | Szeviép-Szeged KE           | 18 | 8  | 10 | 1183 | 1288 | 26 |                |
| 7.  | Röhnisch-Foton Sopron       | 18 | 8  | 10 | 1020 | 1127 | 25 | 1 pont levonva |
| 8.  | BEAC-Újbuda                 | 18 | 3  | 15 | 995  | 1417 | 21 |                |
| 9.  | Zala Volán-Zalaegerszegi TE | 18 | 2  | 16 | 1163 | 1327 | 20 |                |
| 10. | Atomerőmű-KSC Szekszárd     | 18 | 2  | 16 | 1026 | 1415 | 20 |                |

* M: Mérkőzés Gy: Győzelem V: Vereség K+: Dobott kosár K-: Kapott kosár P: Pont

## Középszakasz

### 1–6. helyért
| #  | Csapat                  | M  | Gy | V  | K+   | K-   | P  |
| -- | ----------------------- | -- | -- | -- | ---- | ---- | -- |
| 1. | MiZo-Pécsi VSK          | 20 | 16 | 4  | 1494 | 1204 | 36 |
| 2. | Szolnoki MÁV-Coop       | 20 | 14 | 6  | 1409 | 1235 | 34 |
| 3. | Euroleasing-Orsi Sopron | 20 | 12 | 8  | 1479 | 1399 | 32 |
| 4. | Diósgyőri KSK           | 20 | 10 | 10 | 1478 | 1479 | 30 |
| 5. | Szeviép-Szeged KE       | 20 | 5  | 15 | 1240 | 1535 | 25 |
| 6. | BSE-ESMA                | 20 | 3  | 17 | 1243 | 1491 | 23 |

### 7–10. helyért
| #   | Csapat                      | M  | Gy | V | K+  | K-  | P  |
| --- | --------------------------- | -- | -- | - | --- | --- | -- |
| 7.  | Röhnisch-Foton Sopron       | 12 | 10 | 2 | 739 | 654 | 22 |
| 8.  | Atomerőmű-KSC Szekszárd     | 12 | 6  | 6 | 735 | 717 | 18 |
| 9.  | Zala Volán-Zalaegerszegi TE | 12 | 5  | 7 | 794 | 778 | 17 |
| 10. | BEAC-Újbuda                 | 12 | 3  | 9 | 657 | 776 | 15 |

* M: Mérkőzés Gy: Győzelem V: Vereség K+: Dobott kosár K-: Kapott kosár P: Pont

## Rájátszás
Elődöntő: MiZo-Pécsi VSK–Diósgyőri KSK 80–63, 71–65 és Szolnoki MÁV-Coop–Euroleasing-Orsi Sopron 87–51, 59–67, 67–47
Döntő: MiZo-Pécsi VSK–Szolnoki MÁV-Coop 84–56, 61–66, 80–65, 77–68
3. helyért: Euroleasing-Orsi Sopron–Diósgyőri KSK 77–71, 79–74
5–8. helyért: Szeviép-Szeged KE–Atomerőmű-KSC Szekszárd 86–75, 70–64 és BSE-ESMA–Röhnisch-Foton Sopron 76–62, 69–55
5. helyért: Szeviép-Szeged KE–BSE-ESMA 92–83, 66–73, 73–78
7. helyért: Röhnisch-Foton Sopron–Atomerőmű-KSC Szekszárd 58–43, 68–50
9. helyért: Zala Volán-Zalaegerszegi TE–BEAC-Újbuda 63–72, 76–67, 83–67